# Stypułów Średni
Stypułów Średni – zamknięty przystanek kolejowy położony we wsi Stypułów w woj. lubuskim, w powiecie nowosolskim, w gminie Kożuchów.